# Associació de Dones Migrants i d'Andorra
L'Associació de Dones Migrants i d’Andorra va ser una entitat civil d'Andorra d’àmbit estatal. Inicialment creada l’any 1996 com a Associació de Dones Migrants a Andorra, va treballar per defensar els drets de les dones i dels seus fills i per eliminar la discriminació i la violència de gènere.
Al llarg de la seva trajectòria des de la seva fundació el 1996, va realitzar i organitzar trobades mensuals, actes lúdics i culturals, a banda de denunciar irregularitats i esperes en les adopcions de menors. Tot i així, a partir de l’any 2006 va aturar progressivament el seu dinamisme associatiu, fins que una dècada més tard el Govern d’Andorra en va decretar la cancel·lació per inactivitat total i manca de regularització.